# Michelozzo
Michelozzo di Bartolomeo Michelozzi (1396–1472) je bil italijanski arhitekt in kipar. Michelozzo, ki je bil v času renesanse eden največjih pionirjev arhitekture, je bil priljubljen arhitekt Medičejcev, in je bil v veliki meri zaposlen pri Cosimu Medičejskem Starejšem. V zgodnjih letih je bil učenec Lorenza Ghibertija, kasneje pa je sodeloval z Donatellom.
Znan predvsem po oblikovanju Palazzo Medici Riccardi v Firencah, ga pogosto zasenčita sodobnika Donatello v kiparstvu in Brunelleschi v arhitekturi. »Za svoje biografe je ostal senčna, aktivna, kompetentna, drugorazredna figura, ki je krožila okoli žareče slave dveh prevladujočih mojstrov.«

## Življenje

### Zgodnje obdobje
Michelozzo se je rodil v Firencah leta 1396. Bil je sin Bartolomea di Gherarda Borgognoneja in Antonia. Borgognone je bil francoskega porekla in je neznano kdaj prispel v Firence iz Burgundije. Borgognone je živel in delal v četrti Santa Croce v Firencah kot krojač, 9. aprila 1376 pa je postal državljan Firenc. Michelozzo je imel tri brate z imenom Leonardo (r. 1389/90), Zanobi (r. 1391) in Giovanni (r. 1403). Do leta 1391 se je Michelozzova družina preselila v četrt San Giovanni, kjer so živeli vse njegovo življenje.
O Michelozzovem otroštvu je znanega le malo, razen tega, da se je celovito izobraževal v branju, pisanju in računanju ter da je leta 1410 začel delati kot graver v florentinski kovnici. Kot graver se je Michelozzo naučil ulivati, stiskati ter zlatiti baker in bron, dve kovini, v katerih je srednjeveški in renesančni zlatar najpogosteje delal. Pridobil je tudi izjemno natančnost roke in mojstrstvo kiparskega oblikovanja v miniaturi.
Od začetka 1420-ih je Michelozzo postal član Arte di Maestri di Pietra e Legname, enega od cehov v Firencah, ki je zastopal mojstre kamnoseke, rezbarje in kiparje. Pozneje je bil leta 1430 eden konzulov Ceha.
Vse svoje življenje je Michelozzo obdržal družinsko rezidenco na ulici Via Larga, ki je bila blizu palače Medici in v bližini humanista Bartolomea Scala. Poleg tega je imel Michelozzo hišo in vrt v kraju S. Domino a Brozzi.
Michelozzov oče je umrl pred letom 1427, mati pa je umrla nekje med letoma 1433 in 1442.

### Vajeništvo
Od leta 1420 je Michelozzo študiral pri Lorenzu Ghibertiju. Prvi njegovi projekti z Ghibertijem so bila Severna vrata krstilnice med letoma 1417 in 1423/4, v katerih so bile odgovornosti Michelozza »lahko le tolčenje in zlatenje plošč, verjetno pri štirih poznih reliefih ... in v okvir .... Večina njegovih del na vratih je, podobno kot pri drugih pomočnikih, potopljena v moč Ghibertijeve zasnove in osebnosti.« Iz tega se je Michelozzo naučil voditi tesno nadzorovano trgovino, kako jo učinkovito organizirati, kako usposobiti in nadzorovati pomočnike ter kako pametno ravnati v poslovnih in finančnih zadevah. »Izpostavil se je Ghibertijevi uporabi starinskih motivov, absorbiral je Ghibertijevo sposobnost pri postavitvi antičnih in gotskih elementov, nedvomno pa je nanj vplival Ghibertijev slog in umetniški koncepti.« Med delom pod Ghibertijem je Michelozzo ustvaril kip mladega Janeza nad vrati Firenške stolnice, nasproti krstilnice, skupaj s srebrnim kipcem Janeza Krstnika na prednjem oltarju svetega Janeza.
Pod vodstvom Donatella je Michelozzo pomagal pri gradnji zakristije cerkve svete Trojice, kjer je »Ghiberti [začel] spajati poznogotske in antične oblike«. Tako Donatello kot Michelozzo sta začela kot kiparja z brezkompromisno predanostjo antik, in to je bilo razvidno, ko je Donatello Michelozza zaprosil za pomoč pri dekoraciji tabernaklja sv. Ludvika Tuluškega v cerkvi sv. Trojice. Michelozzo je postal tudi partner, odgovoren za arhitekturne okvire Donatellovih skulptur, kot je nagrobni spomenik antipapeža Janeza XXIII.. Leta 1428 je Michelozzo skupaj z Donatellom postavil prižnico na prostem v vogalu stolnice sv. Štefana v Pratu, ki je bila zasnovana za redne javne razstave njihove slavne relikvije Tomažev pas ali Sveti pas (Sacra Cintola). Čeprav je Donatello bolj znan od obeh, »bi bilo napačno podcenjevati Michelozzov delež v delu, saj je Donatello kot edini oblikovalec arhitekturnega ornamenta v slogu povsem drugačen. Arhitekturno postavitev popolnoma podredi skulpturi in arhitektura je tako rekoč njegova služkinja. Čudovita okrasna skulptura v Brunelleschijevi Sagrestii Vecchia (Stara zakristija) kaže, kako daleč bi šel Donatello s svojo skulpturo, da bi ji zagotovil učinkovit okvir v izjemno živahnem modeliranju širokega, poševnega okolja njegovih nadstropij in medaljonov.«

## Vpliv pokroviteljev

### Cosimo Medičejski Starejši
Le malo zgodovinarjev izpodbija tesno povezanost Cosima z Michelozzom, ki je bil skoraj štirideset let arhitekt Medičejcev. »Michelozzo je bil bolj prijeten in dostopen Cosimovim nasvetom in željam kot burni Brunelleschi in je bil pripravljen slediti močnim osebnim okusom svojega pokrovitelja.« Njun odnos je najbolje opisal Angelo Fabroni leta 1789, ki je dejal: »Cosimo je imel Michelozza zelo rad in se zanašal nanj, ne samo zaradi njegovih naravnih talentov (nikogar, niti Brunelleschija ni imel za superiornega v vseh arhitekturnih presojah), temveč tudi zaradi njegovih dobrih lastnosti in plemenitega značaja.« 
Michelozzo je vse življenje užival tesne odnose s Cosimom in po besedah Giorgia Vasarija v Življenju najboljših slikarjev, kiparjev in arhitektov, od Cimabueja do naših časov, ga je motivirala velika ljubezen in zvestoba, da je Cosima spremljal v izgnanstvo v Benetke od leta 1433 do 1434. Zgodovinarji so to navedli kot neprimerljiv primer spoštovanja med umetnikom in mecenom. Vasari je tudi trdil, da je Michelozzo leta 1434 za Cosima zgradil knjižnico samostana San Giorgio v Benetkah, čeprav je ta trditev v nasprotju s prvotnim opisom in dokumenti knjižnice, ki kažejo, da čeprav je gradnjo knjižnice začel Cosimo, je bila v veliki meri zgrajena pod vodstvom upravitelja Medičejske banke Giovanni d'Orino Lanfredinija med letoma 1467 in 1478, kar je bilo precej po Michelozzovem odhodu iz Benetk.
Veliko palačo Medičejcev v Firencah, ki jo je zgradil Cosimo, je zasnoval sam; gre za enega najplemenitejših primerkov italijanske arhitekture 15. stoletja, v katerem sta velik okus in spretnost arhitekta združila občutljivo lahkotnost prejšnje italijanske gotike z veliko trdnostjo klasičnega sloga. Z velikim inženirskim znanjem je Michelozzo Palazzo Vecchio, ki je bila tedaj v zelo slabem stanju, postavil in delno prezidal. K temu je dodal še veliko pomembnih sob in stopnišč. Ko je bil leta 1437 samostan sv. Marko v Firencah, zaradi Cosimove liberalnosti, izročen dominikancem iz Fiesole, je bil Michelozzo zaposlen za obnovo samostanskega dela in prenovo cerkve. Za Cosima je zasnoval številne druge stavbe, ki so bile izrednega pomena. Med njimi so bili gostišče v Jeruzalemu za uporabo florentinskih romarjev, Cosimova poletna vila v Careggiju in utrjen castello, ki ga je od leta 1452 prezidal kot vilo Medici di Cafaggiolo v Mugellu. Za Giovannija de' Medici, Cosimovega sina, je zgradil tudi zelo veliko vilo v Fiesolu. Med leti 1445 in 1451 je po naročilu Cosima razširil tudi vilo San Girolamo poleg vile Medici.

### Filippo Brunelleschi
Glede na Arhitektura v Italiji, 1400-1500, zvezek 53, je Michelozzova arhitektura v nasprotju z Brunelleschijem v njenem tesnejšem spoštovanju »neposredno pred gotsko tradicijo, gotskim klasicizmom, ki se pojavlja v Loggia dei Lanzi ali samostanu S. Matteo.«  Ludwig Heydenreich in Paul Davies trdita, da so vse Michelozzove zgradbe »dela s precejšnjim ugledom ... najbolj neodvisen arhitekt po Brunelleschiju.«

## Osebno življenje
Michelozzo se je poročil s Francesco, hčerko Piera di Ambrogia Galligarija, konec januarja ali februarja 1441. V času zakonske zveze je bila stara 20 let, on pa 45. Francescina dota 425 florinov je bila takrat približno povprečna za družino višjega srednjega razreda. Velikost njene dote kaže na precejšen dvig Michelozzovega družbenega položaja.
Leta 1441 je Michelozzo sprožil sodno tožbo, da se je ubranil odgovornosti za dolgove svojih starejših bratov. Andrea di Benozo, predstavnik za Giovannija, Zanobija in Michelozza, je izvolil arbitre za presojo pritožb. Po šestih tednih preučevanja dokumentov in dokazov so arbitri ugotovili, da sta brata vzrok za večino Michelozzovih dolgov in sta se morala dediščini odpovedati v delni odškodnini za zneske, ki sta jih dolgovala.

### Otroci
Štirje fantje in tri deklice so bili posledica poroke Michelozza z Francesco, od katerih jih je pet preživelo očeta. Bartolomeo, ki je postal kipar, se je rodil leta 1442; Piero leta 1443; Antonia leta 1445; Niccolo leta 1447; Marietta leta 1453; Bernardo leta 1455; in Lisabetta leta 1459.
Dva od njegovih sinov, Niccolòja in Bernarda, so Medičejci delno izobraževali in sta v mladosti morda živela v palači Medici. Kasneje sta dosegla uspeh v najvišjih humanističnih krogih Firenc.
Bernardo je postal član gospodinjstva Lorenzo il Magnifico kot učitelj Piera de' Medici. Leta 1500 je postal florentinski kanonik in ga je Giovanni de Medici najprej zaposlil kot svojega komornika, nato pa kot sekretarja in referenta.
Tako kot Bernardo je tudi Niccolò že od mladih nog študiral pri Ficinu in sodeloval na Platonski akademiji, kjer je sklenil prijateljstva z drugimi florentinskimi humanisti, ki so delili njegovo ljubezen do antike. Odlikoval se je v literaturi in filozofiji, kasneje pa je postal tajnik Piera di Cosima in nadaljeval na delovnem mestu pod vodstvom Piera di Lorenza. Leta 1469 je Niccolò začel svojo politično kariero kot notar v florentinski provinci Cancelleria, pogosto pa so ga poslali na pomembne misije kot veleposlanika Florentinske republike med letoma 1489 in 1494. Po propadu Medičejcev je bil za kratek čas zaprt pred razčiščenjem svojega imena leta 1496 in postal predsvetnik Arte dei Giucidi e notai in pozneje leta 1513 nasledil Niccolòja Machiavellija kot drugi kancler republike.

## Dela

### Palazzo Medici
Ko je Cosimo leta 1444 začel graditi Palazzo Medici Riccardi, je spregledal Brunelleschija in dal prednost Michelozzu. Tako kot zunanjost Palazzo Comunale v Montefiascone, tudi Palazzo Medici sledi tradiciji toskanske poznosrednjeveške palače, vendar brez bolj privlačnih simbolov državljanske moči, ki bi bila nezdružljiva z Cosimovo vlogo kot primus inter pares in pater patriae. Vitruvijski ukazi zunanjosti palače ne artikulirajo, veliki loki pritličja pa niso poravnani z okni zgornjih nadstropij. Namesto tega se je Michelozzo osredotočil na kontrast med teksturami površin, na primer na kontrast med »naravno rustikacijo pritličja, ravnimi klesanimi tečaji piano nobile in gladkim zidanjem zgornjega nadstropja.« Zunanjost se od palače v Montepulcianu razlikuje tudi po velikosti, bolj urbanem značaju in masivnem klasičnem vencu. »Michelozzo je v zaporedju dentilov, jajčevnikov in konzol neposredno sledil templju Serapeum v Rimu.«
Vpliv Brunelleschija na Michelozza je razviden iz zasnove palače, zlasti v poznosrednjeveških oknih bifor, simetrije in prevlade vhodne osi ter kombinacije tradicionalnih in progresivnih elementov. Arkade in ogredje dvorišča palače sledijo tudi modelu lože Ospedale degli Innocenti, ki je simptomatično najzgodnejša in najbolj nevitruvijska Brunelleschijeva zgradba.
Eden najbolj znanih Michelozzovih arhitekturnih projektov je palačo pripeljal do razvoja novega arhitekturnega tipa: florentinske renesančne palače. Med številnimi novostmi na fasadi med najpomembnejše spadajo: »uporaba bugnato digradante (veliki neenakomerno rezani kamni, ki postanejo lažji, ko se dvigajo po nadstropjih navzgor), klasični stebri in kanelirani kapiteli v dvokrilnih oknih, velik klasični venec, ki krona stavbo in majhni, ki delijo nadstropja, masivni pravokotni proporci kvadratnega bloka in pravilnost razporeditve oken, ki pa so glede vrat nesimetrična.«

### Samostan sv. Marko
Temeljna osnova vseh samostanskih zgradb, ki so jih arhitekti zgradili v času renesanse, je bil eden prvih in najvplivnejših arhitekturnih projektov Michelozza v Firencah. Zgrajen na stroške Cosima de' Medici, se je projekt začel nekje med letoma 1437 in 1438. Obnova je vključevala cerkev, zakristijo, samostan, samostanske bivalne prostore in knjižnico. San Marco so imenovali prva renesančna cerkev, čeprav se zdi, da gre za kompromis med tradicijo trecento in renesančnim duhom. Navadne bele stene brez fresk se razlikujejo od koloristične tradicije trecenta in so bile bistvenega pomena za Michelozzove arhitekturne koncepte in dajanje prednosti velikim, neokrnjenim površinam, ki so jih subtilno artikulirali potrebni strukturni elementi v sivi pietra sereni. Kot mnogi njegovi projekti je bil tudi San Marco zgrajen neverjetno hitro. V nasprotju z Brunelleschijem je Michelozzo lahko končal, kar je začel, predvsem zaradi Michelozzove učinkovitosti in zaradi razpoložljivosti ustreznega financiranja Cosima v celotni kampanji.
Prvi del, ki se ga je lotil Michelozzo, je bil obnova starega refektorija, kjer so za vzdrževanje zgornjih celic zgradili nizek obok, podprt s konzolami, podobnimi tistim v zakristiji sv. Trojica. Dela na cerkvi so se začela leta 1438 in bila verjetno dokončana tri leta kasneje, čeprav zagotovo do leta 1443, ko jo je posvetil papež Evgen IV.. Michelozzo je ob obodu nekdanje cerkve dodal poligonalno apsido, podobno po obliki kot v Bosco ai Frati; osvetlila so jo tri dolga okrogla okna pietra serena, ki jih je še vedno mogoče videti v zgornjem nadstropju samostana, koničasti vhodni lok je slonel na dveh pilastrih z velikimi, klasičnimi korintskimi kapiteli, ki jih je nadgradil podzidek, okrašen z medičejskimi kroglicami (tudi še vedno viden). Pred apsido je bila Cappella Maggiore, prekrita s trebušastimi oboki. Ladja je bila en sam odprt prostor brez hodnikov, okrašen z edikulami in oltarji (po trije na vsaki strani) in pokrita z lesenim stropom. Ladjo in Cappella Maggiore je ločeval visok zid (tramezzo) z dvoje vrati. Pri kasnejšem preurejanju cerkve je bil zid odstranjen, vrata pa prenesena v poligonalno apsido, kjer so še zdaj. Kanelirani pilastri so okronani s kompozitnimi kapiteli, enakimi tistim v kapeli Barbadori v S. Feliciti Brunelleschija, nad arhitravom s klasičnimi letvami pa je friz okrašen, tako kot kapiteli Bosco ai Frati, z medičejskimi kroglicami.

### Kor Santissima Annunziata
Po naročilu Lodovica Gonzage, gospodarja Mantove in generala florentinskih čet, je bil zgrajen kor v spomin na Gonzagovega očeta in »za maševanje za njegovo dušo.« Cosimo je Michelozzu že naročil gradnjo cerkvenega vestibula in atrija, da bi nadaljevali Brunelleschijevo idejo foruma all'antica. Pri oblikovanju Santissime Annunziata je Michelozzo sledil modelu templja Minerva Medica v Rimu, izdelal je okrogel notranji tloris, ustvaril kupolo, ki je bila enako polkroglasta kot pri  Panteonu, in jo podrobno obdal z desetstransko zunanjostjo z globokimi, polkrožnimi kapelicami. Odločil se je tudi za tambur in kupolo brez reber. Čeprav je bila Santissima Annunziata Michelozzov poskus, da na svojem terenu preseže Brunelleschija, »zadošča primerjava obeh tlorisov, da se pokaže, kako izredno je Brunelleschijev.«

### Santa Croce
V izdaji revije Burlington iz maja 1966 je Howard Saalman zapisal, da »jezik podrobnosti o ex-Dormitory in Ex-Library kaže na Michelozza. Če ima Vasari prav in je Michelozzo delal v Santa Croceu (in ni razloga, da bi dvomili v to kljub pomanjkanju dokumentacije), potem sta Michelozzo in njegov krog verjetno vodil celotno operacijo kot v Sv. Marku, SS. Annunziata in drugod.«
Michelozzo je cerkvi in samostanu Santa Croce dodal različne dele, med drugim »ložo pred Ex-Dormitory in knjižnico (osmerokotni stebri s kapiteli foglie d'acqua), ki se je prvotno raztezal čez križni hodnik do povišane lože na južni strani cerkve, ki poteka vzdolž vzhodnega boka kapele San Giuliano (Mellini) ... ki je prvi samostan razdelila na dva dela, preden je bila uničena v 19. stoletju.« Poleg tega je kapela Cerchi v »pritličju krila Ex-knjižnice na koncu ob Ex-Refectoriju je očitno vstavljeno v starejše obodne stene, ki so preživele požar leta 1423. Jezik podrobnosti (pilastri, ob strani odprtine v mali kvadratni kor, kapiteli lunetnih obokov dvorana pred korom - ki prekriva starejša okna v stranskih stenah) je tako Michelozzov krog.«

### Druga pomembna dela
Med letoma 1461 in 1464 je zgradil obzidje Stona v Dalmaciji, največje srednjeveško obzidje v Evropi. 

## Smrt in zapuščina
Kljub izjavi Vasarija, da je umrl pri oseminsedemdesetih letih, je videti, da je živel do leta 1472. Pokopan je v samostanu Sv. Marka v Firencah.
Zasnova Michelozza, enega najvplivnejših, a še neznanih arhitektov zgodnje renesanse, je utrla pot hitremu razvoju srednjeitalijanskega tipa Palazzo. Razvil je cerkev brez stranskih ladij in postal pionir centralnega tlorisa svete stavbe, ki je najpomembnejša v sodobnem času. Preoblikoval je posvetno gradnjo in njegova prilagodljivost pri uporabi tradicionalnih oblik mu je omogočila, da razvije dobre kompromisne rešitve za oddaljene regije, kot sta Lombardija in Dalmacija.
V svoji skrbni obravnavi arhitekturnega okrasa je Michelozzo sprejel ideje in jih dobro upošteval ter posredoval nove. Slogi Manettia, Bernarda Rossellina, Giuliana da Maiana in celo Giuliana da Sangalla so nepredstavljivi brez podpore in vpliva Michelozzovega umetniškega idioma, poleg Brunelleschijevega in pozneje Donatellovega.